# Stadio municipale (Kénitra)
Lo stadio municipale di Kénitra (in arabo الملعب البلدي بالقنيطرة‎?) è uno stadio di calcio situato nella città di Kenitra in Marocco. Ospita le partite casalinghe del Kénitra Athlétic Club e del Renaissance de Kénitra.
È stato inaugurato nel 1941, e ristrutturato più volte nel corso degli anni, l'ultima volta nel luglio del 2008 quando venne installato un tappeto erboso artificiale approvato dalla FIFA.
Attualmente è un corso un progetto per ampliare lo stadio fino a 25.000 posti a sedere.